# Ponchelibius sumatranus
Ponchelibius sumatranus là một loài bọ cánh cứng trong họ Cerambycidae.